# Ханле-Гомпа
Ханле-Гомпа, или Анали, — буддийский монастырь школы Друкпа Кагью, построен в XVII веке, расположен в долине Ханле, округ Лех, Ладакх  в северной Индии на старом караванном пути Ладакх — Тибет. В долине живёт около 1000 человек, из них 300 живёт в деревне Ханле. Десять монахов постоянно живут в монастыре и ещё 33 появляются периодически на церемониях. 19 километров отделяет гомпу от спорного участка границы с КНР.
Основное здание, когда-то один из крупнейших и известнейших монастырей королевства, было построено при поддержке царя Сэнге Намгьялом (правил 1616—1642) и известного тибетского ламы, Тагцана Распы (stag tsan ras pa). Он установил крепкие отношения с Намгьялами и обеспечил их поддержку Друкпа Кагью, старался не допустить преобладания в Ладакхе «жёлтошапочников» — Гелуг. Монастыри в Ханле, Хемисе, Чемрей и Стакна — все принадлежали школе Друкпа Кагью.
Сэнге Намгьял умер в Ханле, возвращаясь из своего похода против монголов, оккупировавших тибетскую провинцию Цанг и угрожавших Ладакху.
Иностранные жертвователи помогли создать Таши Чоэлинг («Покровительствуемый Дхарма-центр») в 1983 и оказать поддержку местным монахиням (в 2003 их было 47).
В районе также расположилась Индийская астрономическая обсерватория.